# Helga Knicek
Helga Knicek (* 9. März 1967) ist eine österreichische Heilstättenlehrerin und Politikerin (FPK zuvor BZÖ bzw. FPÖ). Sie war von 2004 bis 2008 Abgeordnete zum Kärntner Landtag und ist seitdem Bezirksschulinspektorin.

## Ausbildung und Beruf
Helga Knicek besuchte von 1973 und 1977 die Volksschule in Pusarnitz. Sie wechselte danach an die Hauptschule und besuchte im Anschluss ein Bundes-Oberstufenrealgymnasium. Danach absolvierte Knicek die Pädagogische Akademie des Bundes in Kärnten und erwarb das Zusatzlehramt für Heilstättenlehrer. Zudem schloss Knicek ein Diplomstudium an der Universität Klagenfurt in der Studienrichtung „Pädagogik und Medienkommunikation“ ab.

## Politik
Knicek ist seit 1996 Delegierte des Landes Kärnten in der bundesweiten Arbeitsgemeinschaft für Heilstättenlehrer und seit 1999 in den Dienststellenausschuss für allgemein bildende Pflichtschulen im Bezirk Spittal/Drau gewählt. Zudem ist sie seit 1999 Personalvertreterin für Pflichtschullehrer im Bezirk Spittal/Drau und wurde 2003 zur Bezirksobmann-Stellvertreterin der FPÖ-Spittal gewählt.
Am 31. März 2004 wurde sie als Abgeordnete zum Kärntner Landtag angelobt und wechselte im Zuge der Spaltung der Partei wie nahezu alle Kärntner Landtagsabgeordneten zum BZÖ. Sie war Bereichssprecherin des BZÖ-Landtagsklubs für Jugend und Sport, trat jedoch am 3. Juli 2008 als Abgeordnete zurück, um die Funktion der Bezirksschulinspektorin im Bezirk Spittal an der Drau anzunehmen.

## Privates
Knicek ist ledig und lebt in Pusarnitz.